# Кампти (Луизијана)
Кампти (енгл. Campti) град је у америчкој савезној држави Луизијана.

## Демографија
По попису из 2010. године број становника је 1.056, што је 1 (-0,1%) становника мање него 2000. године.
| Група             | 2000.       | 2010.       |
| Белци             | 260 (24,6%) | 284 (26,9%) |
| Афроамериканци    | 787 (74,5%) | 739 (70,0%) |
| Азијати           | 0 (0,0%)    | 1 (0,1%)    |
| Хиспаноамериканци | 9 (0,9%)    | 8 (0,8%)    |
| Укупно            | 1.057       | 1.056       |